# Трофимова, Дарья Васильевна
Да́рья Васильевна Трофимова (род. 11 мая 2005, Новосибирск) — российская пловчиха, специализирующаяся на плавании вольным стилем. Чемпионка и призёр чемпионатов России по плаванию. Чемпионка мира 2025 года, двукратная чемпионка мира на короткой воде. Мастер спорта России международного класса (2024).

## Спортивная карьера
Дарья Трофимова родилась 11 мая 2005 года. Плаванием начала заниматься в Новосибирске, посещала Спортивную школу олимпийского резерва водных видов спорта «Нептун», тренировалась у Валерия Николаевича Котова.
В 2019 году приняла участие в составе российской сборной на Европейском юношеском Олимпийском фестивале в Баку, где выиграла золотые медали в женской эстафете 4 по 100 метров вольным стилем и комбинированной эстафете 4 по 100 метров, стала серебряной призёркой в смешанной эстафете 4 по 100 метров.
В 2020 году было присвоено звание «Мастер спорта России», в 2024 — «Мастер спорта России международного класса».
В 2021 году на чемпионате России в Казани впервые в карьере стала чемпионкой страны, победила в эстафете 4 по 100 метров вольным стилем, а также стала третьей в комбинированной эстафете 4 по 100 метров. После этого неоднократно побеждала на чемпионатах России и Кубках страны.
11 декабря 2024 года в составе смешанной эстафетной команды 4 по 50 метров завоевала золото на чемпионате мира по плаванию на короткой воде в Будапеште. Ещё одно золото завоевала в качестве запасной в смешанной комбинированной эстафете 4 по 100 метров.
В 2025 году на чемпионате мира в Сингапуре в нейтральном статусе завоевала две медали, став чемпионкой мира в смешанной комбинированной эстафете и серебряным призёром в смешанной комбинированной эстафете 4 по 100 метров вольным стилем.